# Lodovico Menin
Lodovico Menin (Ancona, 9 settembre 1783 – Padova, 14 febbraio 1868) è stato un abate e storico italiano.

## Biografia
Divenne abate e maestro di grammatica e fisica. Nel 1820 fu nominato professore di storia presso l'Università di Padova. Negli anni successivi divenne anche professore di storia austriaca e diplomatica.
Fu nominato rettore dell'Università di Padova per tre volte, nel 1844-1845, 1857-1858 e 1862-1863; e gli si affidò la direzione della facoltà di filosofia e della biblioteca Universitaria.
I numerosi impegni accademici non impedirono di svolgere il ruolo di presidente dell'Istituto veneto di scienze, lettere ed arti tra il 1847-1850 ancora di nuovo nel 1857-1859.
Nel 1866 venne destituito da preside della Facoltà di Filosofia perché ritenuto filo-austriaco.